# St. Hildegardis-Gymnasium
Das St. Hildegardis-Gymnasium ist ein ehemals reines Mädchengymnasium in Duisburg in der Trägerschaft des Bistums Essen. Ab dem Schuljahr 2014/2015 wurden, beginnend mit dem 5. Jahrgang, auch Jungen aufgenommen. Der Unterricht findet in Mädchenklassen und Jungenklassen statt (Bi-Edukation). Im Religionsunterricht und in differenzierten Fächern sind die Geschlechter gemischt (Koedukation).
Die Schule wird derzeit von etwa 760 Schülern besucht. Das Schulprofil des Gymnasiums geht von einem christlichen Selbstverständnis aus. Über den Unterricht hinaus werden die Schüler besonders in sozialen, karitativen und musikalischen Projekten gefördert.

## Geschichte
Gegründet wurde die Schule im Jahr 1898 vom Katholischen Bildungsverein e. V. an der Grünstraße als Katholisches Lyzeum, um für eine Verbesserung der Bildungssituation der Mädchen in Duisburg zu sorgen. Den Unterricht übernahmen die Schulschwestern Unserer Lieben Frau, ein katholischer Schulorden.
Die Schule erlangte schnell breite Anerkennung. Schon in den Jahren 1902 und 1905 wurde das Schulgebäude um einen weiteren Flügel bzw. eine Turnhalle erweitert. Im Jahre 2011 konnte ein Oberstufenzentrum an der Grünstraße seiner Bestimmung übergeben werden.
Am 28. Juli 1912 wurde die staatliche Anerkennung erreicht, im Jahre 1927 die Genehmigung einer Frauenschule. 1928 wurde die Schule zum Oberlyzeum, so dass am 14. Februar 1931 die erste Abiturprüfung stattfand, bei der alle 16 Prüflinge bestanden.
Wie viele andere christliche Institutionen hatte auch das Katholische Oberlyzeum unter den Repressalien des NS-Regimes zu leiden, so genehmigte der Oberpräsident der Rheinprovinz nur noch die Klassen Tertia (heute 8 und 9) und Prima (12 und 13), so dass die Schule zum 30. März 1938 schließen musste. Der gesamte Besitz, Grundstück mit Gebäude und Inventar, musste an die Stadt Duisburg verkauft werden.
Nach dem Ende des Zweiten Weltkriegs meldete der Katholische Bildungsverein e. V. Ansprüche auf Wiedergutmachung und Rückkauf des gesamten Besitzes bei der Stadt Duisburg an, die diesem Anliegen am 10. Januar 1948 entsprach.
Am 1. Januar 1954 wurde die Schule in den alten Räumlichkeiten unter dem Namen St. Hildegardis-Gymnasium neu gegründet, nachdem am 27. November 1953 beim Kultusministerium ein Antrag auf Eröffnung der Schule gestellt worden war. Im Jahre 1960 wurde die Schule schließlich nach Prüfung auf Gleichwertigkeit mit anderen öffentlichen Schulen endgültig genehmigt.
Auf den Tag genau 30 Jahre nach dem ersten Abitur am damaligen Oberlyzeum fand am 14. Februar 1961 das erste Abitur am St. Hildegardis-Gymnasium statt, wiederum bestanden alle der diesmal zwölf Prüflinge.
Im Jahr 1964 übernahm das Bistum Essen die Trägerschaft vom Katholischen Bildungsverein e. V. aus finanziellen Gründen zur langfristigen Sicherung der Schule.
Im Jahr 1968 begann der neue Schulträger mit einem kompletten Neubau des Schulgebäudes, um der immer weiter steigenden Zahl an Schülerinnen Rechnung zu tragen (in den 1970er Jahren über 1000). Das neue Hauptgebäude wurde auf der anderen Seite des Häuserblocks an der Ecke Realschulstraße/Krummacherstraße errichtet. Nach dem Abriss des alten Schulgebäudes wurde an der Grünstraße ein weiterer Trakt errichtet, der neben den naturwissenschaftlichen Fachräumen (Physik, Chemie, Biologie und Informatik) auch einen Werkraum, zwei Musikräume und die Aula beherbergt. Am 18. September 1976 wurde der Abschluss der Arbeiten mit einem großen Schulfest gefeiert.
Im Herbst 2007 fuhr die gesamte Schule mit allen Schülern und Lehrern nach Rom unter dem Motto „cum omnibus Romam“ (doppeldeutig, eigentlich „mit allen nach Rom“, scherzhaft „mit dem Omnibus nach Rom“).
Am 16. September 2011 wurde in der Grünstraße ein vom Schulträger erworbenes Gebäude für den Unterricht in der Sekundarstufe II eingeweiht und in Betrieb genommen.
Am 6. Juni 2013 teilte der Schulträger den Schulgremien mit, dass das St. Hildegardis-Gymnasium ab dem Schuljahr 2014/2015 auch für Jungen geöffnet sein wird.

## Trägerschaft
Die Schule befindet sich als private Schule in der freien Trägerschaft des Bistums Essen. Sie ist als Ersatzschule anerkannt, die Schüler können wie an jeder anderen Schule ihre Fachhochschulreife bzw. allgemeine Hochschulreife erwerben.
Davor befand sich die Schule bis 1964 in der Trägerschaft des Katholischen Bildungsverein e. V.
In seiner Zeit als Essener Bischof hatte Felix Genn in einem Gespräch im Kollegium betont, dass – trotz der hinlänglich bekannten finanziellen Probleme des Bistums – dieses alle Hebel und Wege in Bewegung halten wird, um die Schule weiterhin als Beispiel aktiver christlicher Jugendarbeit aufrechtzuerhalten.

## Besonderheiten der Schule

### Ganztag
Beginnend mit dem Schuljahr 2011/12 wurde der Ganztagsunterricht in der Sekundarstufe I eingeführt, die Umstellung ist inzwischen vollständig.

### Musik und Schauspiel
Im musischen bzw. künstlerischen Bereich gibt es folgende Angebote:
- Streicherklasse ab Klasse 5
- Schulorchester
- Schulchor
- Kooperation mit der Deutschen Oper am Rhein
- Theatergruppe “It’s my life”

### Sprachangebot
Im Rahmen des neunjährigen Abiturs werden angeboten:
- Latein und Französisch als zweite Fremdsprache ab Klasse 7
- Spanisch als dritte Fremdsprache ab Klasse 8
- Spanisch ab Klasse 10 (Jahrgang EF)
- Sprachreisen

### Soziales
- Charity-Walk
- Fitness-Tag
- Zweiwöchiges Sozialpraktikum in der 11. Klasse(Jahrgang Q1)

## Christliche Angebote
Das St. Hildegardis-Gymnasium bietet den Schülern jeden Dienstag einen Wortgottesdienst und einmal im Monat kommt der Schulpfarrer zu einer Messe. Außerdem hat die Schule einen eigenen Schulseelsorger und eine Schulpsychologin.